# Linothele yanachanka
Espèce
Linothele yanachanka est une espèce d'araignées mygalomorphes de la famille des Dipluridae.

## Distribution
Cette espèce est endémique d'Équateur. Elle se rencontre dans les provinces de Cotopaxi et de Pichincha.

## Description
La femelle holotype mesure 25 mm et le mâle paratype 19,5 mm.

## Éthologie
Elle construit une toile mesurant 40 sur 30 centimètres sur laquelle se rencontre la kleptoparasite Mysmenopsis onorei.

## Systématique et taxinomie
Cette espèce a été décrite par Dupérré et Tapia en 2015.

## Publication originale
- Dupérré & Tapia, 2015 : « Descriptions of four kleptoparasitic spiders of the genus Mysmenopsis (Araneae, Mysmenidae) and their potential host spider species in the genus Linothele (Araneae, Dipluridae) from Ecuador. » Zootaxa, no 3972(3), p. 343-368.